# كاسوميغاسيكي

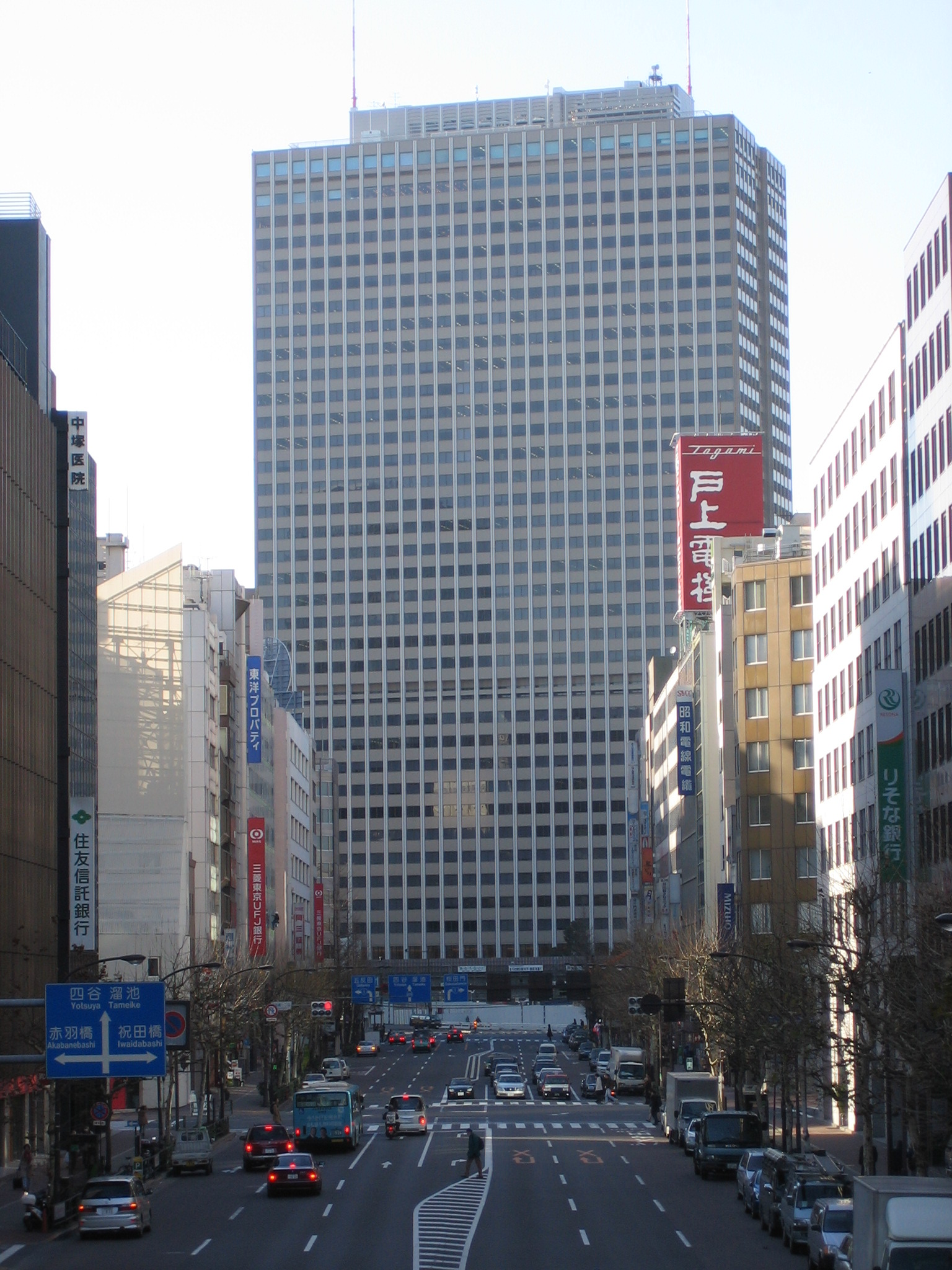
مبنى كاسوميغاسيكي

كاسوميغاسيكي (باليابانية: 霞ヶ関) هي منطقة من مناطق تشيودا في طوكيو، اليابان. تضم كاسوميغاسيكي المكاتب الرئيسية لمعظم وزارات الحكومة اليابانية، ولذلك غالباً ما تستخدم هذه الكلمة للإشارة إلى الحكومة اليابانية البيروقراطية، كما أن كلمة ناغاتاتشو تستخدم للإشارة إلى رئاسة مجلس الوزراء حيث هو مكانها.

## بعض المباني في كاسوميغاسيكي

### مباني حكومية
- وزارة التعليم اليابانية
- وزارة الاقتصاد والتجارة والصناعة اليابانية
- وزارة الخارجية اليابانية
- قسم شرطة العاصمة طوكيو
- المحكمة العليا في طوكيو.

## المحطات القريبة
- محطة كاسوميغاسيكي (خط تشيودا، خط هيبيا، خط مارونوأوتشي)
- محطة ساكورادامون (خط يوراكوتشو)
- محطة تورانومون (خط غينزا)